# Paranymphon spinosum
Paranymphon spinosum är en havsspindelart som beskrevs av Caullery, M. 1896. Paranymphon spinosum ingår i släktet Paranymphon och familjen Ammotheidae. Inga underarter finns listade i Catalogue of Life.